# Ocotea mascarena
Ocotea mascarena är en lagerväxtart som först beskrevs av Pierre Joseph Buc'hoz, och fick sitt nu gällande namn av André Joseph Guillaume Henri Kostermans. Ocotea mascarena ingår i släktet Ocotea och familjen lagerväxter. Inga underarter finns listade i Catalogue of Life.